# Un an ceva mai lung
Un an ceva mai lung este un film românesc din 1991 regizat de Ada Pistiner.